# Brad Armstrong
Brad Armstrong, född 23 september, 1965 i Toronto, Ontario, är en kanadensisk porrskådespelare och regissör som medverkat i fler än 210 titlar och regisserat drygt 140 filmer.  
Armstrong var tidigare gift med porrstjärnan Jenna Jameson och har spelat mot bland andra Asia Carrera, Jessica Drake, Layla Rivera och Stephanie Swift. 